# 高石市立高陽小学校
高石市立高陽小学校（たかいししりつ こうようしょうがっこう）は、大阪府高石市千代田5丁目にある公立小学校。

## 沿革
- 1942年（昭和17年） - 高石南国民学校として創立。
- 1947年（昭和22年）4月1日 - 泉北郡高石町立高陽小学校と改称。
- 1966年（昭和41年）11月1日：市制の施行により、現校名に改称。

## 通学区域
- 千代田3～6丁目、千代田2丁目12番、13番の46・47号、綾園3・5・7 丁目[1]

※卒業後は基本的に高石市立高南中学校に進学する。